# 愛知県医師会

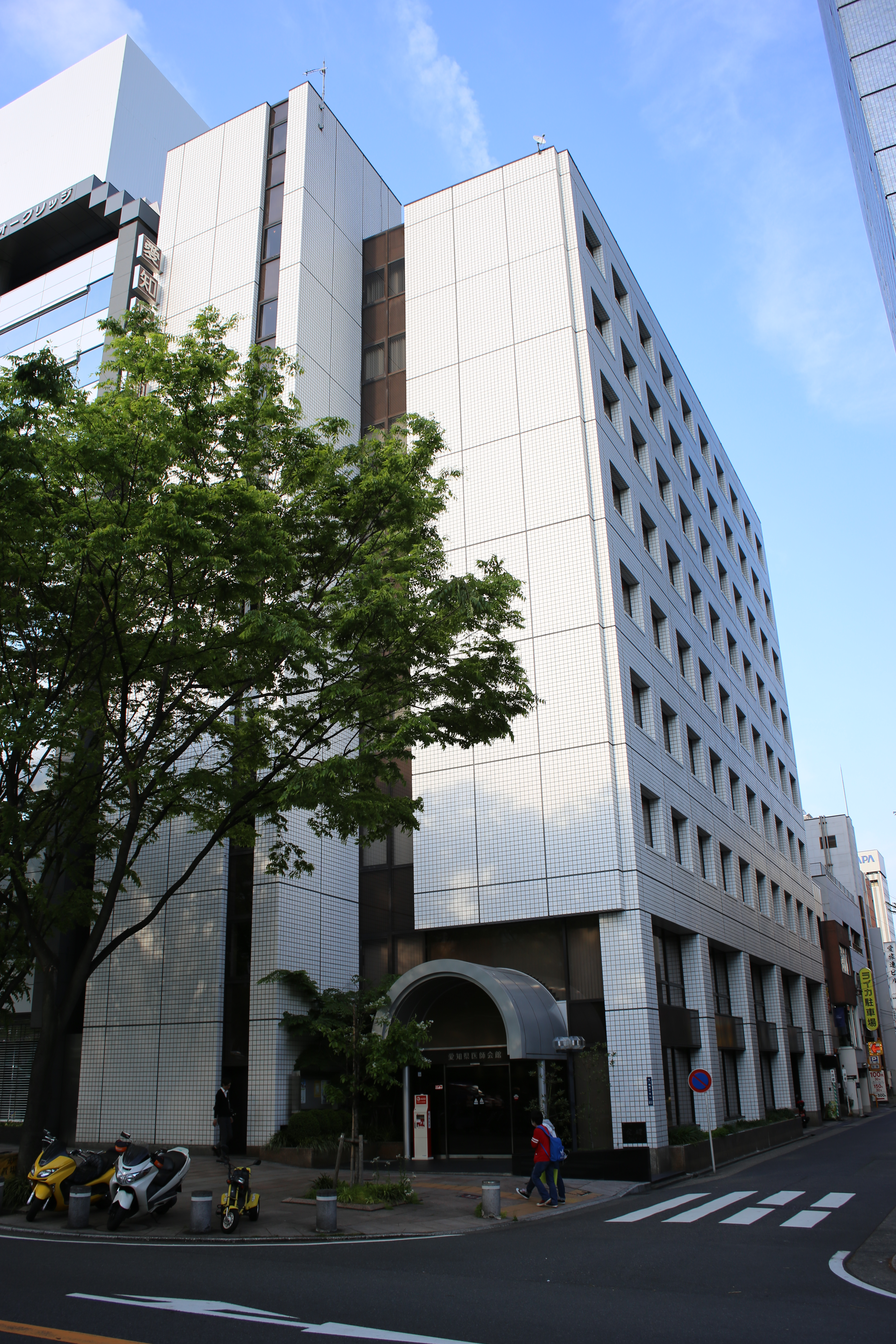
愛知県医師会本部（2015年4月）

公益社団法人愛知県医師会（あいちけんいしかい、英称 Aichi Medical Association）は、愛知県知事所管の愛知県の医師を会員とする公益法人。
1947年11月に社団法人愛知県医師会として設立。2013年4月には公益社団法人に移行している。
現在、新事務所を建築中である。

## 本部所在地
- 愛知県名古屋市中区栄4-14-28北緯35度10分2.4秒 東経136度54分34.7秒 / 北緯35.167333度 東経136.909639度座標: 北緯35度10分2.4秒 東経136度54分34.7秒 / 北緯35.167333度 東経136.909639度

## 郡市医師会
- 名古屋市医師会
- 一宮市医師会
- 瀬戸旭医師会
- 半田市医師会
- 春日井市医師会
- 津島市医師会
- 小牧市医師会
- 東海市医師会
- 岩倉市医師会
- 東名古屋医師会
- 西名古屋医師会
- 尾北医師会
- 稲沢市医師会
- 海部医師会
- 知多郡医師会
- 豊橋市医師会
- 岡崎市医師会
- 豊川宝飯医師会
- 碧南市医師会
- 刈谷医師会
- 豊田加茂医師会
- 蒲郡市医師会
- 安城市医師会
- 西尾幡豆医師会
- 北設楽郡医師会
- 新城医師会
- 田原市医師会
- 名古屋大学医師会
- 名古屋市立大学医師会
- 藤田保健衛生大学医師会
- 愛知医科大学医師会